# Lokvičići
Lokvičići (do roku 1991 Lokvičić) je vesnice a správní středisko stejnojmenné opčiny v Chorvatsku ve Splitsko-dalmatské župě. Nachází se asi 10 km severozápadně od Imotski a asi 67 km jihovýchodně od Splitu. V roce 2011 žilo v celé opčině 807 obyvatel, přičemž ji tvoří dvě samostatná sídla: středisko opčiny Lokvičići s 440 obyvateli a vesnice Dolića Draga s 367 obyvateli. Dále jsou součástí opčiny malé vesničky Bajići, Bekavci, Berinovac, Budimlići, Gadže, Jarići, Jukići, Juričići, Katići, Kavelji, Kljenovac, Knezovići, Kusačići, Mali Katići, Medvidovići, Mikulići, Papučići, Pejzići, Poboji, Strinići, Vidulini a Zovko.
Severozápadně od Lokvičići se nachází mokřad Prološko blato a tři jezera, známá jako Lokvička jezera (Galipovac, Mamića jezero a Knezovića jezero).